# Евменије Александријски
Патријарх Евменије био је седми патријарх и поглавар (папа) Александријске патријаршије. Био је један од најугледнијих хришћана у Александрији, у Египту. Изабран је за патријарха у јулу месецу (Абибу) 129. године време владавине римског цара Хадријана. Наследио је патријарха Јустуса као други декан катехистичке школа у Александрији (такође позната као Богословског факултета у Александрији).
Током његове владавине одредио је неколико архијереја и послао да проповедају у покрајинама Египта, Нубије и до Пентаполиса како би ширили добру вест о спасењу.
Прогон хришћана повећан за време овог праведника, патријарх и многи Копти су умрли мученичком смрћу. Евменије је остао на трону у Александрији тринаест година, преминуо је 9. бабаха (19. октобра) 141. године.